# Хомский, Исидор Осипович
Исидор (Игорь) Осипович Хо́мский (13 декабря 1932 — 18 сентября 2020) — советский и российский кинорежиссёр. Брат театрального режиссёра Павла Хомского.

## Биография
Исидор Хомский родился 13 декабря 1932 года в Москве, в семье юристов — юрисконсульта в наркомате лесной и бумажной промышленности Осипа Павловича Хомского (1892—1952) и народного судьи Берты Исидоровны Хомской (урождённой Певзнер, 1895—1986). Внучатый племянник (по материнской линии) режиссёра А. М. Грановского, основателя Московского государственного еврейского театра, кинорежиссёра и сценариста Б. М. Ингстера и народной артистки Украинской ССР Е. Э. Азарх (по сцене Опаловой).
Поступил на режиссёрский факультет ВГИКа в Москве. В 1964 окончил институт и получил диплом кинорежиссёра. В 1988 году присвоена квалификация «режиссёр-постановщик художественного кино первой категории».
В 1996 году переехал на постоянное место жительства в Ганновер (Германия).
Сын — Игорь Хомский (28.08.1976—25.08.2019) — актёр, режиссёр. Погиб в Москве в ДТП.

## Творчество и награды
Фильмы, отмеченные призами и дипломами на кинофестивалях:
- 1964—1966 — «Живут в нашем городе» (документальный, ЦСДФ) — диплом «отлично» во ВГИКе.
- 1965—1966 — «Помню», производство Одесской киностудии.
- 1969 — «Хирург Вишневский», производство творческого объединения «Экран» Центрального телевидения — диплом за лучший телефильм на фестивале в Ленинграде.
- 1970—1972 — «Сестра музыканта»[4][5], производство киностудии «Мосфильм». Приз за режиссуру на кинофестивале в Карловых Варах (Чехословакия)[6].
- 1973 — «Утро, день, вечер», производство творческого объединения «Экран» Центральное телевидение.
- 1974 — «Рассказ председателя», производство Т/О «Экран» ЦТ.
- 1975 — «Этой весной в Никольске», производство Т/О «Экран» ЦТ.
- 1976 — «Если друга нашёл ты в Арктике», производство Т/О «Экран» ЦТ.
- 1977 — «Я — десятый…», производство Т/О «Экран» ЦТ.
- 1978 — «Отныне и навсегда», производство Т/О «Экран», приз и диплом Союза кинематографистов за лучший фильм.
- 1979 — «Я землю эту люблю», производство Т/О «Экран» ЦТ. Главный приз на кинофестивале в Кракове, издательство «Искусство» — избранные сценарии телевизионных фильмов.
- 1980—1981 — Двухсерийный художественный фильм «Прикажи себе», производство киностудии «Беларусьфильм».
- 1981 — «Что такое охота», ЦТ «Экран» гран-при фестиваля Локарно (Италия).
- 1982 — «Когда ты нужен людям», производство Т/О «Экран» ЦТ.
- 1983 — «Что доверять детям», производство Т/О «Экран» ЦТ.
- 1984 — «За окном — Арктика», производство Т/О «Экран» ЦТ.
- 1985 — «Лето директора Кодака», производство Т/О «Экран» ЦТ.
- 1986 — «Трудная нефть», производство Т/О «Экран». Диплом на кинофестивале Сан-Франциско (США).
- 1987 — «Быть врачом», производство Т/О «Экран». Приз на фестивале в Выборге.
- 1988 — «Город моей судьбы», производство Т/О «Экран» ЦТ.
- 1989 — «Портрет незнакомки», производство Т/О «Экран» ЦТ. Диплом за лучшую режиссуру.
- 1990 — «Самарканд — час любви» — фильм по заказу NBC (США).
- 1992—1996 Ряд фильмов на ЦТ, в том числе: «Великий день Бородина», «Есть такой посёлок Белоомут», «За твоим порогом».
- 1996 — переезд на постоянное место жительства в Ганновер (Германия).
- 1996 — «Восставший из пепла» — документальный фильм по заказу еврейской общины города Ганновера.
- 2002 — «Сердца детей открыты для добра» — игровой фильм для церковной общины и Министерства культуры земли Нижняя Саксония.

В остальные годы — приватные занятия с детьми театральным искусством по системе К. С. Станиславского.